# Arte cristã

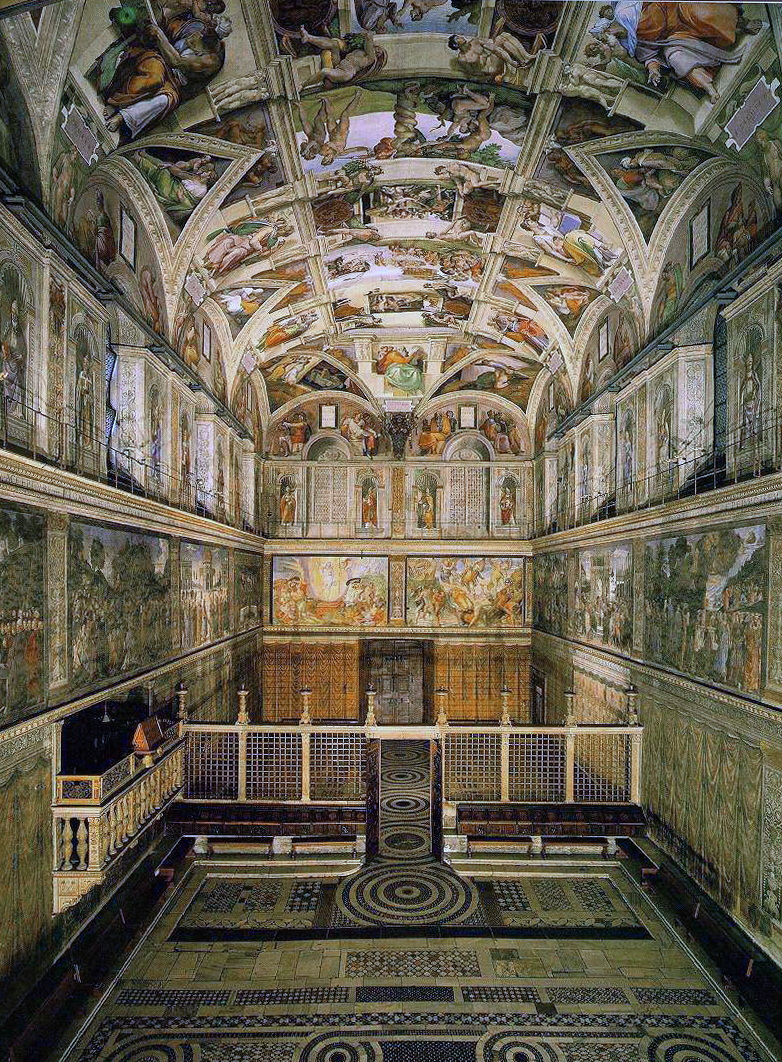
Capela Sistina Vaticano

A Arte Cristã é uma manifestação artística que tem como centralidade a História do Cristianismo. Não deve ser confundida com arte sacra pois esta diz respeito a todo tipo de cultos e religiões. A Arte Cristã é uma espécie da qual a arte sacra é o gênero.
A arte cristã pode ser definida, também, como a manifestação exterior da fé cristã em forma estética. Em seus processos técnicos, nos materiais que utiliza, nas regras de composição que segue, em sua própria finalidade, que é alcançar expressões estéticas, não difere em nada das artes profanas. Ela apresenta sempre um ensinamento, quer ilustre algum episódio narrado nas Sagradas Escrituras, quer ilumine o significado de um dogma, quer acompanhe a oração litúrgica ou privada, quer desenvolva o tema de uma homilia. Em todos esses aspectos, a arte cristã é quase uma extensão do ensinamento da Igreja, um catecismo, uma Bíblia figurativa.
Existem muitas formas de classificar e estudar as obras de arte: por estilo, período, país de origem, etc. É perfeitamente possível, também, estudá-las por uma determinada religião.
A arte cristã é longeva. Acompanha todo o período temporal depois da divisão do tempo em antes e depois de Jesus Cristo, na Civilização Ocidental. Deste a chamada arte paleocristã, dos primeiros séculos depois de Cristo, até o presente.
As representações de Jesus Cristo e as cenas de sua vida são recorrentes. Imagens da Virgem Maria estão entre as mais reproduzidas na História da Arte, assim como a de diversos santos, tanto no catolicismo romano quanto na ortodoxia oriental.
O cristianismo faz uso muito mais amplo de imagens do que religiões relacionadas, nas quais representações figurativas são proibidas, como o islamismo e o judaísmo. No entanto, há alguns que promoveram o aniconismo no cristianismo, e houve períodos de iconoclastia dentro do cristianismo, embora esta não seja uma interpretação comum da teologia cristã.
Quase todos os grupos cristãos usam ou usaram a arte de alguma forma. No entanto, a importância dada à arte em suas várias manifestações, meios e estilos diferem marcadamente de um seguimento e outro. Mesmo a música religiosa e a arquitetura religiosa, apesar de serem veículos mais abstratos, expressam claramente as diferenças ou qualquer mensagem que se pretendia incluir. As artes figurativas (pintura religiosa e escultura religiosa), radicalmente rejeitadas pelos movimentos iconoclastas, também foram utilizadas de forma diferente; embora os temas sejam em grande parte comuns: a representação do ciclo da Vida de Cristo e alguns ciclos do Antigo Testamento. Representações de santos são mais abundantes no catolicismo, anglicanismo e na Igreja Ortodoxa; embora não estejam ausentes dos altares luteranos.
A arte é um fenômeno social e como tal deve ser tratada e estudada. Ela é reveladora de uma determinada sociedade e momento histórico.

## Primeiras Manifestações

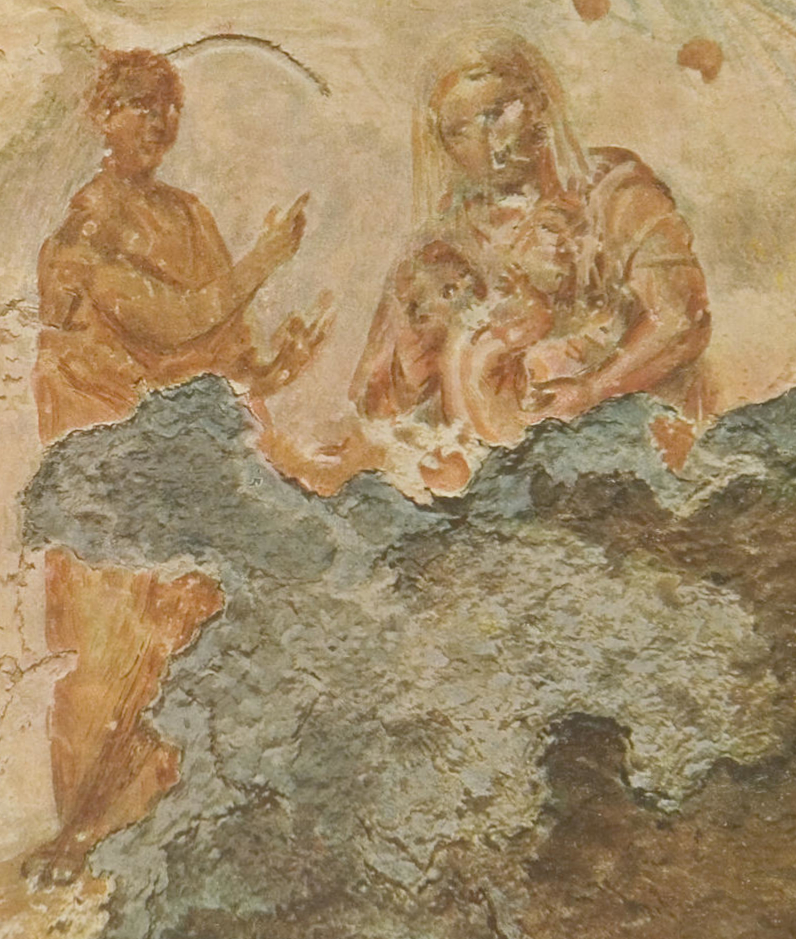
A mais antiga imagem conhecida de Maria com o Menino Jesus.(século II, Catacumbas de Santa Priscila, Roma)

O alvorecer de uma nova religião, uma nova ideologia e novas práticas, fez surgir, também, formas de expressão exteriores correspondentes a estas manifestações. As expressões artísticas desta nova ordem emergente se fizeram notar, timidamente, no início, porque eram reprimidas, e depois se tornaram ostensivas com a liberdade de culto que obtiveram seus adeptos.
Traçar os primórdios da arte cristã pode ser uma tarefa difícil de empreender. Antes do Édito de Milão em 313 d.C., os cristãos eram uma minoria perseguida, então as chances de eles serem autorizados a criar arte antes desta data eram bastante pequenas. Naquela época, o cristianismo era uma pequena religião marginal com muito poucos seguidores e pouco ou nenhum reconhecimento público, de modo que os profissionais da arte dedicados à temática eram praticamente inexistentes.
O cristianismo inicia-se e desenvolve-se no esplendor de uma cultura, dita pagã, do Império Romano, e assenta neste período os fundamentos da sua evolução. Compreender os períodos posteriores da arte, como o da Idade Média não é possível sem ter presente as formas e critérios que ora se estabelecem por consequência da nova fé. A arte paleocristã selecionou e tomou do mundo romano elementos para desenvolver uma linguagem que correspondesse à nova fé.
Roma viu o alvorecer de uma nova era e uma nova filosofia. Houve um período de grande perseguição aos que acreditaram nos novos princípios. As manifestações exteriores, artísticas, ficaram conhecidas como fase catacumbária, devido às catacumbas, onde os primeiros cristãos celebravam seus cultos. Até que o Imperador Constantino, em 313, com o Édito de Milão, legalizasse o Cristianismo, inaugurando, então, uma nova fase da arte paleocristã: a fase basilical.
Os novos conceitos, a nova forma de pensar, preponderaram sobre o modelo romano antigo. E com esta variante vieram diferenciadas manifestações artísticas, posteriormente.
Nos primeiros séculos, a arte cristã era restrita, basicamente à pintura. Estava muito distante, ainda, da construção de grandes monumentos arquitetônicos ou de esculturas a céu aberto, por exemplo.
O que estava velado e escondido nas catacumbas de Priscila e de Domitila, por exemplo, com o correr dos séculos adentrou nos palácios nobres, até a esplendorosa arte de uma Capela Sistina. 
Ao longo do século IV, o cristianismo passou de ser perseguido a converter-se em religião oficial do Estado. Logicamente, obteve apoio oficial que teve consequências importantes no campo das artes, começando pela edificação de um grande número de templos. O nível de qualidade das decorações aumentou sensivelmente.
É considerada arte cristã primitiva (paleocristã), as realizações arquitetônicas, as pinturas e esculturas, enfim, as produções artísticas voltadas ao cristianismo desde os seus primórdios até cerca do início do século VI.

## Arte Cristã Medieval

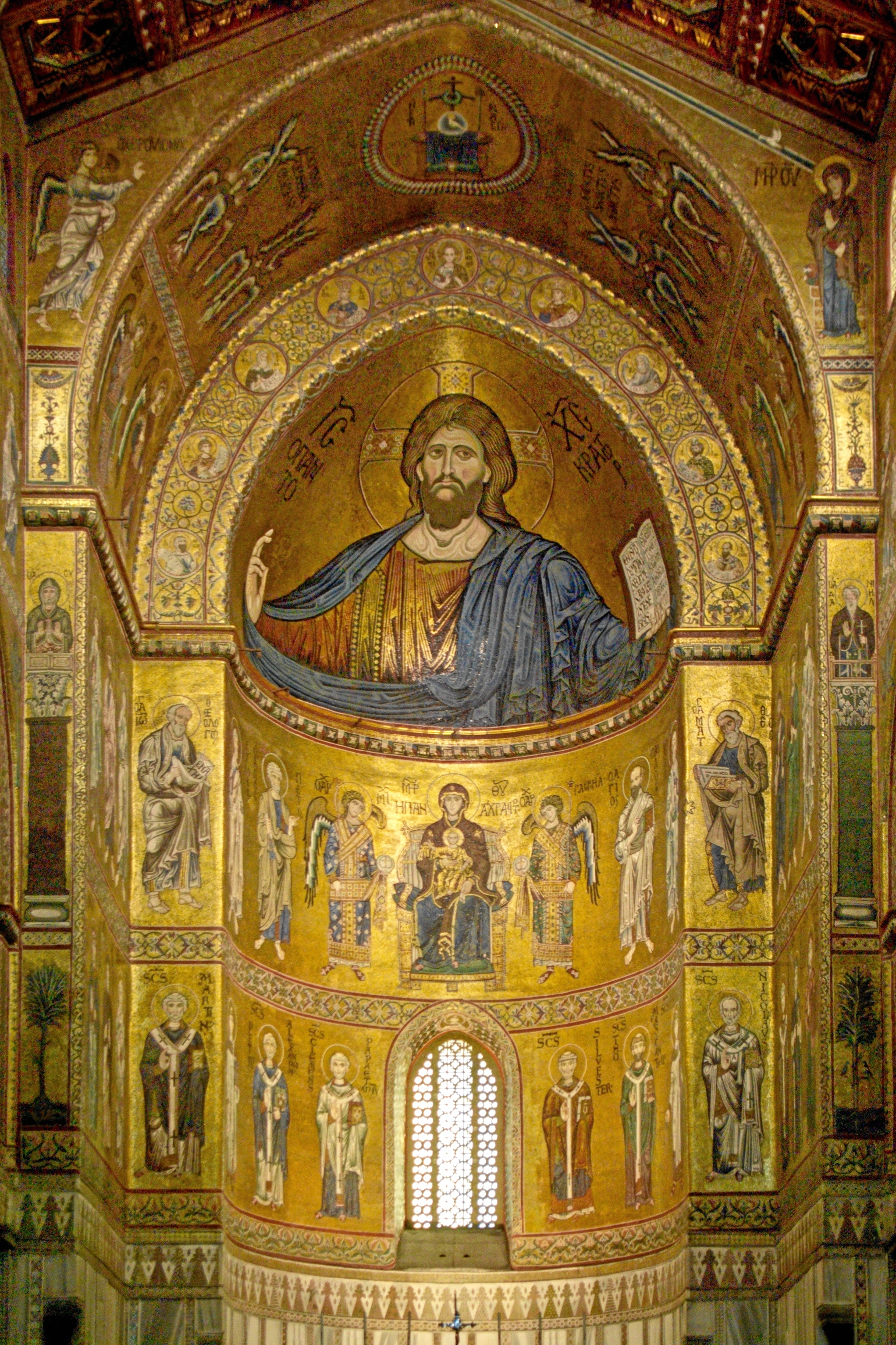
Os mosaicos monumentais bizantinos da Igreja são uma das grandes realizações da arte medieval. Estes são de Monreale, Sicília, final do século XII

É chamada Idade Média o período histórico de transição entre a Antiguidade Clássica e a Era Moderna que se estendeu do século V ao século XV. Embora seja arbitrária as demarcações cronológicas foi um tempo de grandes transformações sociais, políticas, econômicas e culturais. Durante essa época, a Europa passou por mudanças significativas, como a Queda do Império Romano, a ascensão do Feudalismo, e, principalmente, a disseminação do Cristianismo.
A Igreja Católica, neste período, ultrapassada as restrições dos primeiros séculos, quando era clandestina e perseguida, assume muita importância e influencia em todas as esferas da vida social, inclusive nas obras artísticas.
A arte medieval do mundo ocidental cobre um vasto período de tempo e lugar, com mais de 1000 anos na Europa, e em certos períodos na Ásia Ocidental e no Norte da África. Inclui grandes movimentos e períodos artísticos, arte nacional e regional, gêneros, reavivamentos, artesanato dos artistas e os próprios artistas. A arte medieval foi produzida em muitos meios, e as obras sobrevivem em grande número em esculturas, manuscritos iluminados, vitrais, trabalhos em metal e mosaicos, todos os quais tiveram uma taxa de sobrevivência mais alta do que outros meios, como pinturas de parede a afrescos, trabalhos em metais preciosos ou têxteis, incluindo tapeçaria. Especialmente no início do período, obras nas chamadas "artes menores" ou artes decorativas, como trabalhos em metal, escultura em marfim, esmalte vítreo e bordados usando metais preciosos, eram provavelmente mais valorizadas do que pinturas ou esculturas monumentais.
Grande parte da arte que sobreviveu da Europa após a queda do Império Romano do Ocidente é arte cristã, embora isso seja em grande parte porque a continuidade da propriedade da igreja preservou a arte da igreja melhor do que as obras seculares. Enquanto a estrutura política do Império Romano do Ocidente essencialmente entrou em colapso após a queda de Roma, sua hierarquia religiosa, o que é hoje a Igreja Católica Romana moderna encomendou e financiou a produção de imagens de arte sacra.
O medievo foi um período prolífico para a arte cristã: infere-se pela grande produção que vai desde a copiosa produção de manuscritos iluminados até a construção de grandes catedrais. O cristianismo e, portanto, a arte cristã deixara de ser marginal e perseguida para tornar-se um vetor importante e fundamental na cultura ocidental, e também na parte oriental do declinado Império Romano, como é notável no desenvolvimento da Arte Bizantina no período.

## Arte Cristã Bizantina

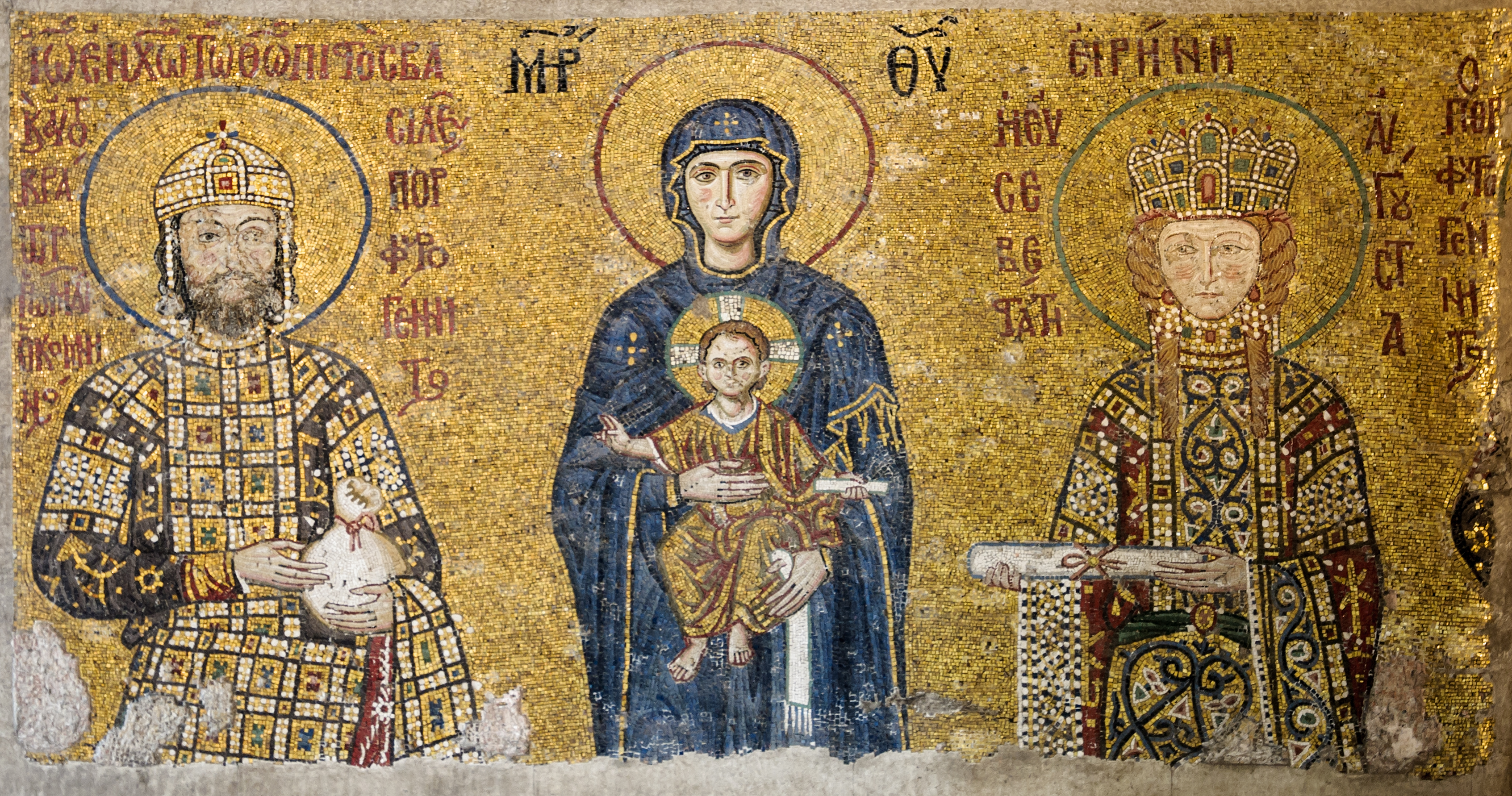
Mosaico bizantino em Santa Sofia, representando a Virgem Maria e Jesus Cristo entre o imperador João II Comneno e a imperatriz Irene.

A Arte Bizantina originou-se e evoluiu da cultura grega cristianizada do Império Romano do Oriente; conteúdos do Cristianismo e da mitologia grega clássica foram artisticamente expressos através de modos helenísticos de estilo e iconografia. Surge após a aceitação do Cristianismo e, assim, revela a exuberância de uma arte que pretende ser vista, divulgada e que tinha como propósito instruir os devotos.
A Arte Bizantina, assim, expressa, principalmente, uma característica religiosa.
Enquanto a estrutura política do Império Romano do Ocidente essencialmente entrou em colapso após a Queda de Roma, sua hierarquia religiosa (o que hoje é a Igreja Católica) patrocinou e apoiou a produção de arte sacra. A Igreja Ortodoxa de Constantinopla gozava de maior estabilidade dentro do Império Romano do Oriente e foi fundamental no patrocínio das artes em sua área de influência e na glorificação do cristianismo.
Durante o desenvolvimento da arte cristã no Império Bizantino, uma estética mais abstrata substituiu o naturalismo previamente estabelecido pela arte helênica. Esse novo estilo era hierático, o que significa que seu objetivo principal era comunicar o significado religioso em vez de representar com precisão objetos e pessoas. A perspectiva realista, proporção, luz e cor foram ignoradas em favor da simplificação geométrica das formas, perspectiva invertida e uso de convenções padronizadas para retratar indivíduos e eventos. A controvérsia sobre o uso de imagens, a interpretação do segundo mandamento e a crise da iconoclastia bizantina levaram a uma padronização das imagens religiosas dentro da Ortodoxia.

## Arte Cristã Românica

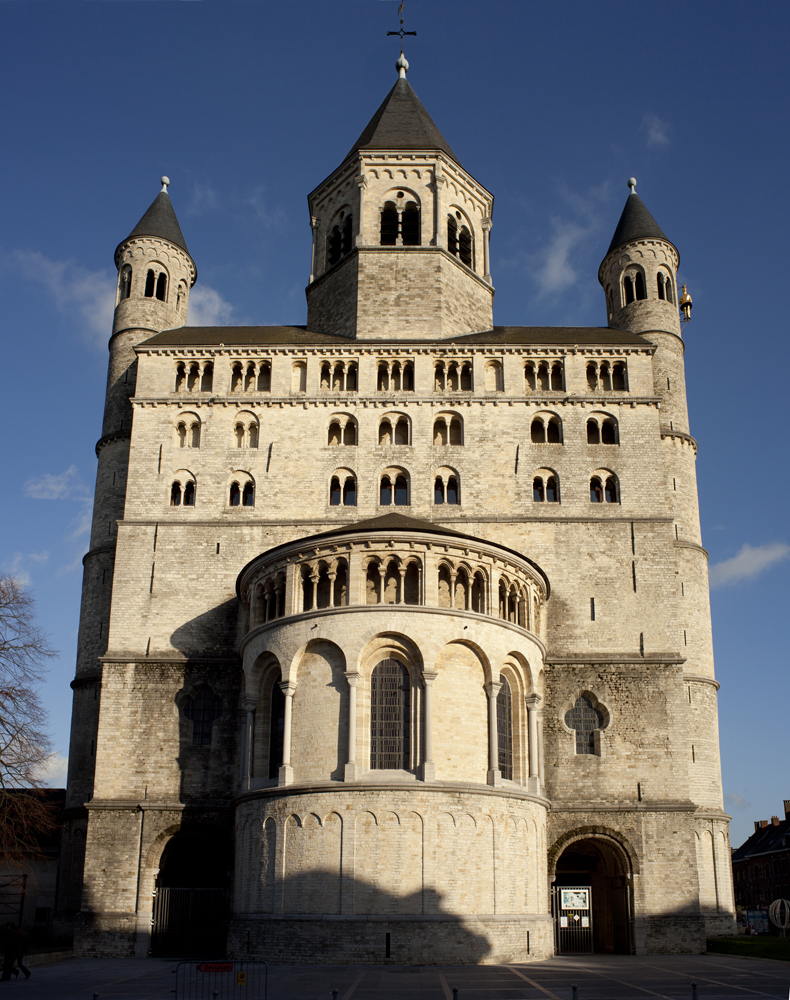
Fachada da Igreja de Santa Gertrude, Nivelles.

A Arte Românica estendeu-se do séc. IX ao XII. O estilo é visto principalmente nas igrejas católicas construídas após a expansão do cristianismo pela Europa, e foi o primeiro depois da Queda do Império Romano a apresentar características comuns em várias regiões. Até então, a arte tinha se fragmentado em vários estilos, sendo o românico o primeiro a trazer uma unidade nesse panorama.
O termo "românico" é de cunhagem recente, foi empregado a partir da década de 1820 por Charles de Gerville e Le Prevost, e usado sistematicamente pelo arqueólogo Arcisse de Caumont, que conseguiu batizar com este termo as construções hoje conhecidas como tais.
Fora da arquitetura românica, a arte do período foi caracterizada por um estilo vigoroso tanto na escultura quanto na pintura. Este último continuou a seguir modelos iconográficos essencialmente bizantinos para os assuntos mais comuns nas igrejas, que permaneceram Cristo em Majestade, o Juízo Final e cenas da vida de Cristo. Nos manuscritos iluminados vê-se mais originalidade, pois novas cenas precisavam ser representadas. Os manuscritos mais ricamente decorados deste período foram bíblias e saltérios. A mesma originalidade se aplicava aos capitéis das colunas, que muitas vezes eram esculpidas com cenas completas com várias figuras. O grande crucifixo de madeira foi uma inovação alemã no início do período, assim como estátuas independentes da Madona entronizada. O alto relevo foi o modo escultórico dominante do período.

## Arte Cristã Gótica

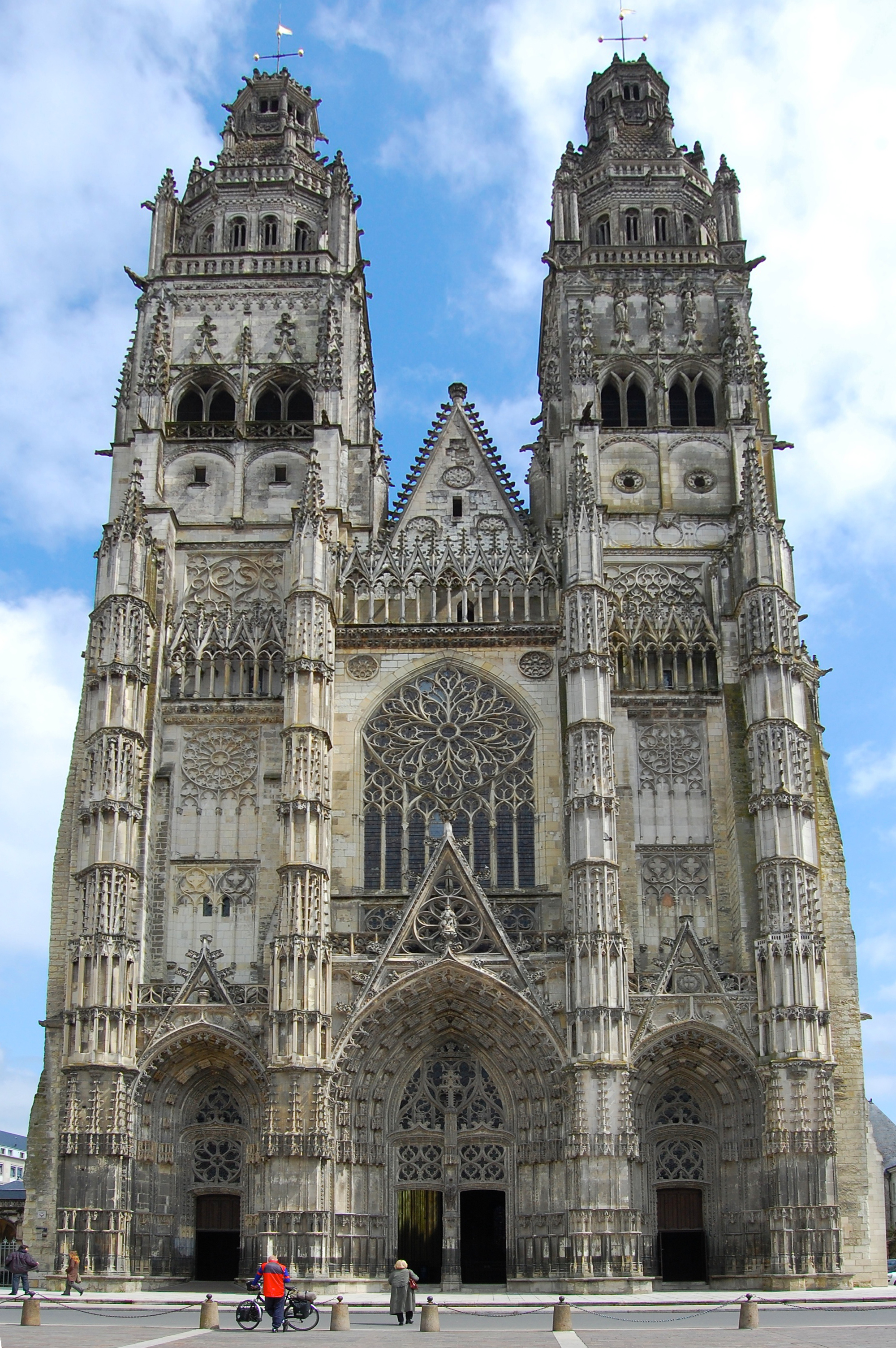
Fachada da Catedral de Tours, grande representante da arquitetura gótica

A arte gótica designa uma fase da história da arte ocidental, identificável por características muito próprias de contexto social, político e religioso em conjugação com valores estéticos e filosóficos e que surge como resposta à austeridade do estilo românico.
As principais mídias no período gótico incluíam escultura, pintura em painéis, vitrais, afrescos e manuscritos iluminados. As mudanças facilmente reconhecíveis na arquitetura do românico para o gótico, e do gótico para o renascentista, são tipicamente usadas para definir os períodos na arte em todas as mídias, embora em muitos aspectos a arte figurativa se desenvolvesse em um ritmo diferente. A arquitetura gótica, com efeito, identificada com a teologia cristã que emergiu a partir do século IX, a Escolástica, foi o grande destaque e impulsionou as outras formas de manifestação artística.
Na Arte Gótica a arquitetura é o grande destaque. E seu uso na arte cristã é notável. Suas características mais proeminentes incluíam o uso do arco em ogiva, abóbada em cruzaria e do arcobotante. Esses detalhes estruturais permitiam que o peso do teto fosse melhor distribuído para pilares mais esguios, dando maior altura e retirando a função estrutural das paredes, possibilitando espaços para grandes janelas, essa liberdade possibilitou uma característica importante das igrejas góticas que foi o uso extensivo de vitrais, e a rosácea, para trazer luz e cor para o interior. Outra característica era o uso de estatuária realista no exterior, particularmente sobre os portais, para ilustrar histórias bíblicas para os paroquianos em grande parte analfabetos. Algumas dessas tecnologias já existiam na arquitetura românica, mas elas foram usadas de formas mais inovadoras e mais extensivamente na arquitetura gótica para tornar os edifícios mais altos, mais leves e mais fortes.
Panofsky chama atenção que a partir daí forma-se um hábito mental nos observadores: um princípio que rege a ação.

## Arte Cristã no Renascimento

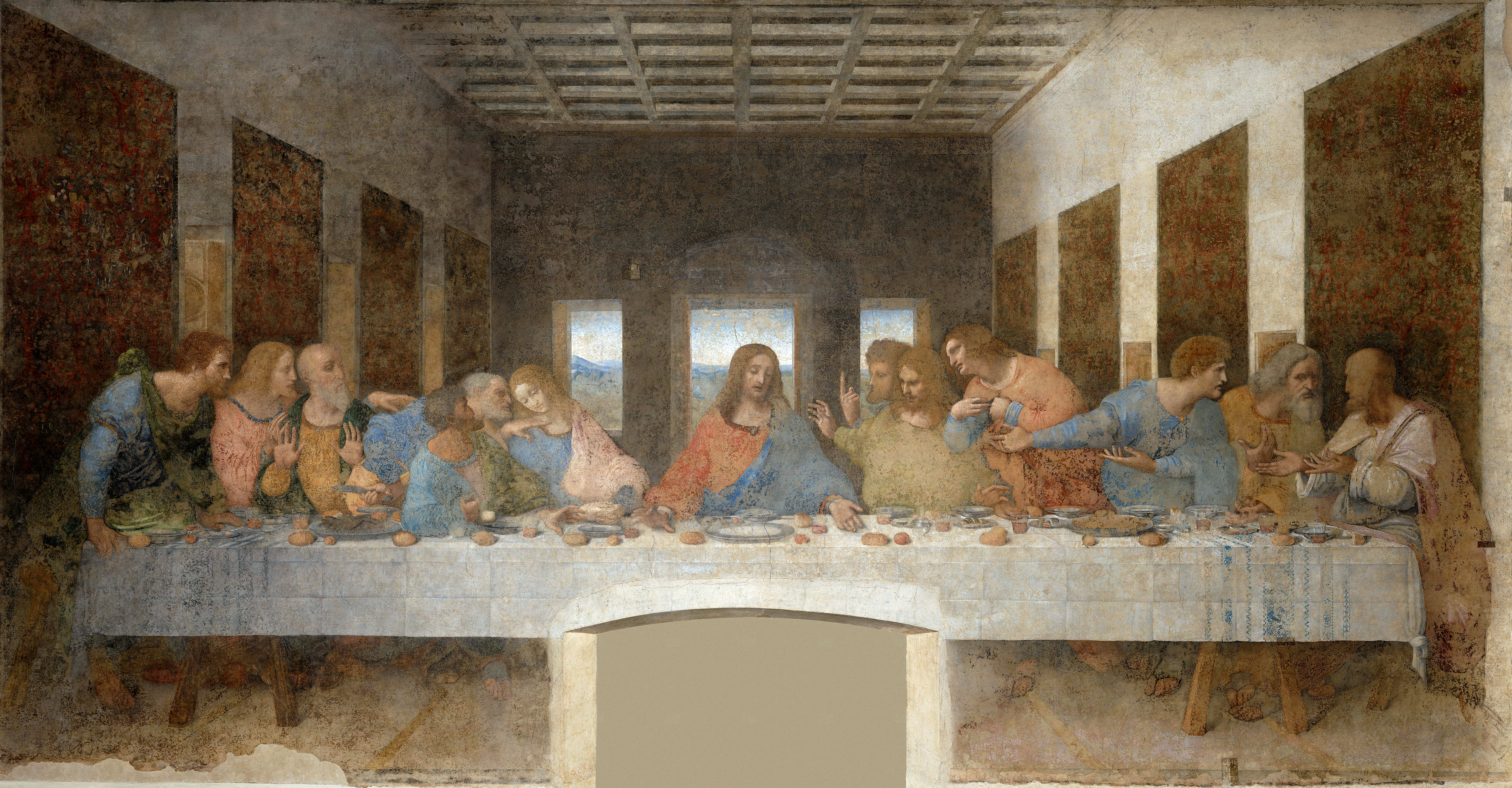
Leonardo da Vinci - A Última Ceia

O Renascimento é um período da história e um movimento cultural que marca a transição da Idade Média para a modernidade, cobrindo os séculos XV e XVI e caracterizado por um esforço para reviver e superar as ideias e realizações da antiguidade clássica. Foi associado a grandes mudanças sociais na maioria dos campos e disciplinas, incluindo arte, arquitetura, política, literatura e ciência.
O mecenato da Igreja Católica neste período, já estabelecida como uma das mais influentes instituições, proporcionou grandes realizações artísticas.
A arte cristã no Renascimento representa uma síntese magistral entre espiritualidade e humanismo, caracterizada pela profunda integração entre o sagrado e o profano. Sob a influência do pensamento clássico, artistas como Masaccio, Rafael e Michelangelo empregaram o naturalismo e a perspectiva para dotar as figuras religiosas de uma presença mais palpável e emocional, mantendo, contudo, a aura de sacralidade. A Virgem Maria e Cristo foram retratados com um ideal de beleza e expressividade que enfatizava tanto sua divindade quanto sua humanidade. A escultura da Pietá e os afrescos da Capela Sistina, ambos de Michelangelo, exemplificam essa simbiose, ao conferir às representações divinas um vigor monumental e humano. No norte da Europa, artistas como Jan van Eyck, embora influenciados pelo mesmo impulso humanista, desenvolveram uma arte cristã minuciosa e simbólica, refletindo uma espiritualidade carregada de significados. Assim, o Renascimento cristão, ao conciliar fé e técnica, proporcionou à arte sacra um novo patamar de transcendência visual e emocional.